# 藤井宏昭

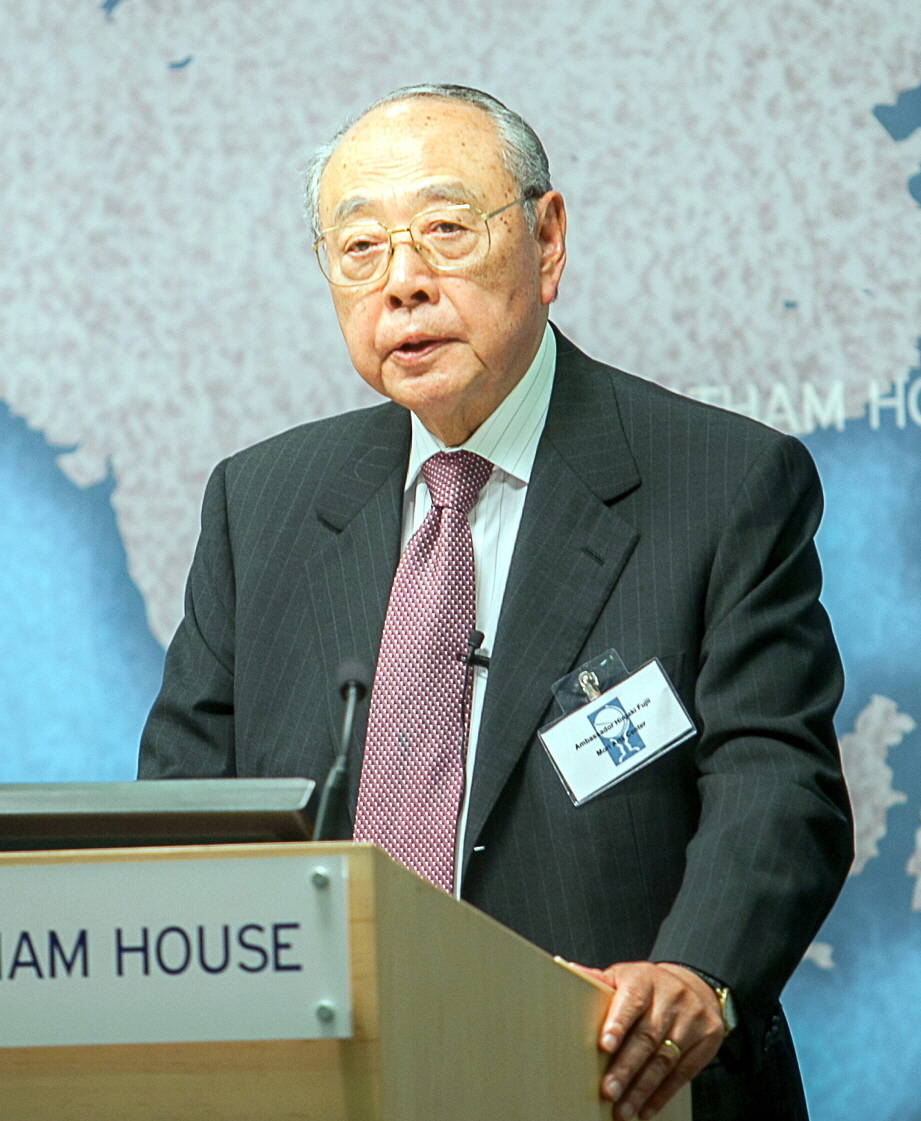
藤井宏昭

藤井 宏昭（ふじい ひろあき、1933年8月21日 - ）は、日本の外交官。森アーツセンター理事長。日比谷高校を経て東京大学教養学部を中退し、1956年に外務省に入省した。外務省北米局長、外務省大臣官房長、駐OECD代表部大使、在タイ日本大使、在イギリス日本大使等を務めた。退官後は国際交流基金理事長等も務めた。

## 書籍
- 『国際社会において、名誉ある地位を占めたいと思ふ　藤井宏昭外交回想録』細谷雄一・白鳥潤一郎 ・山本みずき編（吉田書店、2020年）ISBN 9784905497868
- 1996年「Challenge and Change: Japan's World Role and the Partnership with Britain」